# Auckland International 1998
Die Auckland International 1998 im Badminton fanden vom 19. bis zum 21. Juni 1998 in Auckland statt.

## Die Sieger und Platzierten
| Disziplin    | Gold                          | Silber                          | Bronze                           |
| ------------ | ----------------------------- | ------------------------------- | -------------------------------- |
| Herreneinzel | Murray Hocking                | Nick Hall                       | Geoffrey Bellingham              |
| Herreneinzel | Murray Hocking                | Nick Hall                       | Chris Blair                      |
| Dameneinzel  | Rhona Robertson               | Michaela Smith                  | Kellie Lucas                     |
| Dameneinzel  | Rhona Robertson               | Michaela Smith                  | Rayoni Head                      |
| Herrendoppel | David Bamford Peter Blackburn | Anton Gargiulo Nick Hall        | Dean Galt Daniel Shirley         |
| Herrendoppel | David Bamford Peter Blackburn | Anton Gargiulo Nick Hall        | Geoffrey Bellingham Jarrod King  |
| Damendoppel  | Tammy Jenkins Rhona Robertson | Amanda Carter Sheree Jefferson  | Kirstie Campbell Fiona Dunn      |
| Damendoppel  | Tammy Jenkins Rhona Robertson | Amanda Carter Sheree Jefferson  | Michaela Smith Kate Wilson-Smith |
| Mixed        | Dean Galt Tammy Jenkins       | Daniel Shirley Sheree Jefferson | Peter Blackburn Rhonda Cator     |
| Mixed        | Dean Galt Tammy Jenkins       | Daniel Shirley Sheree Jefferson | Murray Hocking Michaela Smith    |